# Municipio de Zimatlán de Álvarez
El municipio de Zimatlán de Álvarez es uno de los 570 municipios del estado mexicano de Oaxaca. Se ubica en los Valles Centrales de Oaxaca y su cabecera es la ciudad de Zimatlán de Álvarez.

## Geografía
El municipio de Zimatlán de Álvarez forma parte de la Región valles centrales y del Distrito de Zimatlán. Su territorio se encuentra dividido en cuatro secciones separadas geográficamente una de la otra. Tiene una extensión territorial de 354.924 kilómetros cuadrados y sus coordenadas geográficas extremas son 16° 34' - 16° 57' de latitud norte y 96° 45' - 97° 13' de longitud oeste; su altitud fluctúa entre 1 400 y 3 100 metros sobre el nivel del mar.
El territorio municipal se encuentra conformado por cuatro diferentes secciones territoriales, aisladas por el territorio de otros municipios, estas secciones y sus límites son los siguientes:
La primera sección es en la se encuentra localizada la cabecera municipal, la ciudad de Zimatlán de Álvarez; limita al norte con el municipio de Trinidad Zaachila, al noreste con el municipio de Ciénega de Zimatlán y con el municipio de Santa Catarina Quiané, al este con el municipio de Santa Ana Zegache, al sur con el municipio de San Pablo Huixtepec, al suroeste con el municipio de San Bernardo Mixtepec, al oeste con el municipio de Magdalena Mixtepec y al noroeste con el municipio de Santa Inés del Monte.
La segunda sección se encuentra al sur de la primera y es la menos extensa territorialmente; limita al norte con el municipio de San Pablo Huixtepec, al noreste con el municipio de Santa Gertrudis, al sureste con el municipio de Ocotlán de Morelos, al sur con el municipio de Santa Ana Tlapacoyan y al oeste con el municipio de Santa Cruz Mixtepec.
La tercera sección territorial se encuentra al noroeste de la primera y limita al norte con el municipio de San Pablo Cuatro Venados, al este y al sur con el municipio de Magdalena Mixtepec y al oeste con el municipio de San Miguel Peras, al suroeste limita con otro segmento del municipio de San Pablo Cuatro Venados.
Finalmente, la cuarta sección se encuentra localzada al suroeste de las otras tres y es territorialmente la más extensa; limita al noroeste con el municipio de San Antonio Huitepec, al noreste con el municipio de San Antonino el Alto, al este con el municipio de Santa María Lachixío, al sureste con el municipio de San Vicente Lachixío y al sur y oeste con el municipio de Villa Sola de Vega.

### Orografía e hidrografía
El cerro más cercano se localiza a 13 km por el oeste y a 4 km por el este.
El tipo de suelo localizado en el municipio es suelto y arenoso, vestigio de un gran Lago que abarcaba una extensa superficie en donde actualmente se encuentran las poblaciones de Ocotlán, Ejutla, La Ciénega y lógicamente Zimatlán.
Por el poniente corre un riachuelo bordeando todo el norte de la población denominado río de los Arquitos por el sur a unos 50 km de distancia pasa otro río denominado Guelatao o Bilaboo y por el oriente pasa el río Atoyac a 3 kilómetros.

### Clima y ecosistemas
Generalmente es templado, caluroso en verano y frío en invierno. Su clima es muy parecido al de la Ciudad de Oaxaca.

#### Flora
- Flores silvestres: geranio, jazmín, rosa, crisantemo, poleo, cempasúchil, nardo, bugambilia, alelhí, penumbre, margarita
- Plantas comestibles: girasol, chepil, flor de calabaza, verdolagas, quintonil, hierba de conejo, hierba santa y pitiona
- Frutos: toronja, papaya, mango, durazno, manzana, tejocote, plátano, jícama, rábano y betabel
- Plantas curativas: hierbabuena, manzanilla, hierba de alcancer, hierba tinta (genera glóbulos rojos) y nogalcacalosuchitl

#### Fauna
Aunque el paisaje de la cabecera municipal sea predominantemente urbano, no obstante en algunas agencias municipales como San Pedro el Alto, Santiago Clavellinas y San Pedro Totomachapam es posible encontrar fauna silvestre como el venado, el gato montés, la liebre, la tuza, el coyote, el tejón, el tlacuache, y la gallina montés. Algunas especies de aves como la Paloma, el gavilán, el águila, el zopilote, el zanate, la tórtola, la calandria, el colibrí, el pájaro vidreño, el tzenzontle, la codorniz y la garza; víboras ratoneras, coralillos y lagartijas. La fauna predominante en las zonas urbanas son los animales domésticos.

## Demografía
De acuerdo a los resultados del Censo de Población y Vivienda realizado en 2010 por el Instituto Nacional de Estadística y Geografía; la población total del municipio de Zimatlán de Álvarez asciende a 19 215 habitantes, de los que 8 935 son hombres y 10 280 son mujeres.

### Localidades
El municipio incluye en su territorio un total de 45 localidades. Las principales, considerando su población del censo de 2010 son:
| Localidad                  | Población (2010) |
| -------------------------- | ---------------- |
| Zimatlán de Álvarez        | 10 986           |
| Valdeflores                | 1 094            |
| San Nicolás Quialana       | 1 042            |
| Santa María Vigallo        | 835              |
| San Pedro el Alto          | 821              |
| San José Guelatová de Díaz | 508              |
| Santiago Clavellinas       | 481              |
| San Pedro Totomachápam     | 478              |
| San Sebastián Río Dulce    | 413              |
| La Cumbre Clavellinas      | 369              |
| La Raya                    | 304              |
| Las Juntas                 | 226              |
| Total municipio            | 19 215           |

### Religión
Al año 2000, de acuerdo al citado censo efectuado por el INEGI, la población de 5 años y más que es católica asciende a 13,937 habitantes, mientras que los no católicos en el mismo rango de edades suman 1,010 personas.

### Evolución demográfica
De acuerdo a los resultados que presentó el II Conteo de Población y Vivienda en el 2005, el municipio cuenta con un total de 18,370 habitantes.

### Grupos étnicos
De acuerdo a los resultados que presentó el II Conteo de Población y Vivienda en el 2005, en el municipio habitan un total de 632 personas que hablan alguna lengua indígena.

## Infraestructura Social y de Comunicaciones

### Salud
En la cabecera del municipio se cuenta con un Centro de Salud de la S.S.A. y una Clínica familiar del IMSS y en algunas agencias con casas de salud.

### Educación
El municipio cuenta con las siguientes escuelas: Jardín de Niños Ignacio Mejía, Jardín de Niños Xilonem, Jardín de Niños Unión y Progreso, Jardín de Niños María Sklodouska, Escuela Primaria Justo Sierra, Escuela Primaria México, Escuela Primaria Francisco I. Madero, Centro de Atención múltiple número 14, Centro de Enseñanza Ocupacional N.º 10 "Gral. Vicente Guerrero"
Escuela Secundaria Técnica N.º 49 y el Centro de Bachillerato Tecnológico industrial y de servicios no. 248.
Todas las agencias del municipio cuentan con educación preescolar y primaria; y solo algunas cuentan con educación secundaria.

### Vivienda
De acuerdo a los resultados que presentó el II Conteo de Población y Vivienda en el 2005, el municipio cuenta con un total de 4033 viviendas de las cuales 3998 son particulares.
Los materiales más comunes con que están construidas las viviendas son: cemento y acabados en pisos; tabique o tabicón en muros; losa de concreto y lámina en techos.

### Servicios públicos
La cobertura de servicios públicos de acuerdo a apreciaciones del ayuntamiento es de 95% en agua potable, 99% en alumbrado público, 60 % en mantenimiento del drenaje urbano, 60 % en recolección de basura y limpieza de las vías públicas, 80 % en seguridad pública, 80 % en pavimentación, 70 % en mercados y centrales de abasto y 40 % rastros.

### Carreteras
El municipio es atravesado por una carretera pavimentada que comunica con el vecino distrito de Sola de Vega. Internamente se comunica con sus agencias y otros municipios cercanos a su territorio a través de caminos revestidos y de terracería.

### Radio y televisión
Los medios de comunicación más importantes en el municipio son: las señales de radio de la Estación de Radio "La Triunfadora" y de "Radio Yavego", ubicadas en la misma población de Zimatlán y televisión que transmite la repetidora regional ubicada en la ciudad de Oaxaca. También recibe la señal privada del sistema de televisión SKY. El municipio cuenta con una central camionera de segunda clase, ubicada sobre las principales calles del centro de la población, además constantemente existe medio de transporte de paso. Existe un sitio de taxis colectivos que van hacia distintos municipios del Distrito de Zimatlán. Cuenta con servicio particular de taxis dentro de la población.

### Abasto
El municipio cuenta con un día de plaza (tianguis), así como algunos centros comerciales minisúper y en su mayoría tiendas de abarrotes para abastecer a la población.

### Deporte
En Zimatlán de Álvarez se cuenta con una unidad deportiva construida en su primera etapa, consta de dos canchas de fútbol y una de béisbol. En todas las agencias se cuenta con canchas de basquetbol y sólo algunas de basquetbol.

## Economía

### Sectores productivos
En la localidad poca es la población dedicada al campo, no sucediendo así en gran parte de sus agencias que basan su economía en la agricultura de temporal.
La población que vive en la cabecera municipal se dedica básicamente al pequeño comercio, a los servicios, a las actividades burocráticas y actividades industriales en menor escala.
Gran parte de la economía en el municipio tiene su sustento en los flujos monetarios provenientes del trabajo realizado por braseros que se emplean en Estados Unidos.

#### Población Económicamente Activa por Sector
De acuerdo con cifras al año 2000 presentadas por el INEGI, la población económicamente activa del municipio asciende a 5,596 personas de las cuales 5,549 se encuentran ocupadas y se presenta de la siguiente manera:
Sector y Porcentaje
- Primario (Agricultura, ganadería, caza y pesca) 32%
- Secundario (Minería, petróleo, industria manufacturera, construcción y electricidad) 22%
- Terciario (Comercio, turismo y servicios) 45%
- Otros 1%

## Atractivos turísticos

### Monumentos históricos
Presumiblemente existen vestigios arqueológicos en la entrada de Zimatlán, en donde se han encontrado ídolos, osamentas y vasijas. También en todos los pueblos encontrará iglesias de un gran valor estético, artístico e histórico. Como son Santa Ana Tlapacoyan, San Bernardo, Ayoquezco de Aldama, Santa Cruz Mixtepec donde hay además una cueva con pinturas rupestres.
TUMBAS DE ORIGEN ZAPOTECA
En el año 2004 se encontraron dos tumbas que contenían restos humanos con vasijas, collares mostrando una influencia zapotecas esto es a la altura del que se conoce como cerro de Yavego. Esto llamó mucho la atención ya que este cerro es la referencia para muchas leyendas de origen local, el hallazgo lo hizo un campesino cuando labraba su tierra quedando al descubierto las mismas.

### Música
Banda de música de viento.

### Gastronomía
Guisos: mole oaxaqueño, nopalitos, frijoles refritos, enfrijoladas, higaditos con huevo, mole verde, amarillo, coloradito de res, guiñado (frijoles con hierba de conejo), guías, calabacitas con carne de puerco.
Bebidas: mezcal, tepache, tejate, atole, chocolate, café y agua de frutas de la temporada.
Antojitos: molotes, chapulines, quesadillas, tlayudas y memelitas.
Postres: buñuelos, cocadas, menguanitos y mamones.
Zimatlán se caracteriza de entre los municipios del valle de Oaxaca, por preparar de una manera ceremonial la "barcacoa de borrego", se hace un hoyo en el patio, a la una de la madrugada se cubre la superficie con piedras de río y se llena con leña de encino, le prenden lumbre, a las seis de la mañana se entierra el borrego en el hoyo y se cubre con pencas de maguey y ramas de aguacate con sus hojas, el hoyo se cubre nuevamente con tierra, a las dos de la tarde se adorna con una cruz de carrizo con flores de bugambilias rojas, lo perforan y ponen un mecate para amarrar unas botellas de mezcal, que el padrino brindará con los invitados, se desentierra a las tres de la tarde, se ofrece primero tacos de sangre, después, un plato con barbacoa, frijol y salsa.

### Centros turísticos
El municipio cuenta con balnearios en donde todos los fines de semana acude la población para divertirse.

## Gobierno

### Jerarquía del Gobierno
La administración municipal es actualmente por elección popular. El ayuntamiento está integrado por los siguientes miembros:
- Presidente Municipal
- Síndico
- Regidor de Educación
- Regidor de Obras Públicas
- Regidor de Hacienda
- Regidor de Mercados
- Regidor de Agencias
- Coordinación de Jardines y Panteones
- Coordinación de Ecología y Salud.

### Representación legislativa
Para la elección de diputados locales al Congreso de Oaxaca y de diputados federales a la Cámara de Diputados federal, el municipio de Zimatlán de Álvarez se encuentra integrado en los siguientes distritos electorales:
Local:
- Distrito electoral local de 16 de Oaxaca con cabecera en Zimatlán de Álvarez.[4]

Federal:
- Distrito electoral federal 10 de Oaxaca con cabecera en Miahuatlán de Porfirio Díaz.[5]